# Rex Richards
Rex Edward Richards FRS, FRSC, FBA (Colyton, 28 de outubro de 1922 - 15 de julho de 2019) foi um químico britânico.
Foi vice-chanceler da Universidade de Oxford.